# Tres Cruces, Querétaro Arteaga
Tres Cruces är en ort i Mexiko.   Den ligger i kommunen Pinal de Amoles och delstaten Querétaro Arteaga, i den centrala delen av landet, 200 km norr om huvudstaden Mexico City. Tres Cruces ligger 2 084 meter över havet och antalet invånare är 122.
Terrängen runt Tres Cruces är kuperad åt sydost, men åt nordväst är den bergig. Runt Tres Cruces är det ganska tätbefolkat, med 52 invånare per kvadratkilometer. Närmaste större samhälle är Jalpan, 15,3 km nordost om Tres Cruces. I omgivningarna runt Tres Cruces växer i huvudsak blandskog.